# 사평역
사평역(砂平驛, Sapyeong station)은 서울특별시 서초구 반포동 삼호가든네거리에 있는 서울 지하철 9호선의 지하철역이다.

## 역사
- 2008년 9월 18일 : 사평역으로 역명 결정[3]
- 2009년 7월 24일 : 서울 지하철 9호선 개화 ~ 신논현 구간 개통과 함께 영업 개시

## 역 구조
승강장은 2면 4선의 상대식 승강장으로, 내선은 급행열차 통과선, 외선은 승강장 바로 앞에 있어 일반열차가 정차하는 곳이다. 한때는 일반열차가 급행열차를 먼저 보냈었으나, 현재는 RH에만 급행열차의 추월이 이루어진다. 스크린도어가 설치되어 있다.
중간 시종착역이 아님에도, 심야에 전동열차 1편성이 주박한다. 삼전역 중간출발/중간종료 일반열차가 사평역으로 이동하여 주박한다.

### 승강장
| 고속터미널 ↑ |
| \| 하        |
| ↓ 신논현     |

| 하행 | ● 서울 지하철 9호선 | 일반 동작 · 노량진 · 당산 · 가양 · 김포공항 · 개화 방면 |
| 상행 | ● 서울 지하철 9호선 | 일반 신논현 · 선정릉 · 종합운동장 · 중앙보훈병원 방면   |

## 역명 유래
역명은 역 주변에 위치한 도로인 사평대로에서 유래되었다.

## 역 주변
- 삼호가든아파트
- 반포리체 아파트 (구 삼호가든아파트 1, 2차)
- 원촌중학교
- 서울원촌초등학교
- 반포고등학교
- 서울서원초등학교
- 반포자이
- 서울고속버스터미널 (고속버스 전용 출입구 방향)
- 센트럴시티 메리어트 호텔
- 서울 지하철 7호선 반포역
- 반포IC
- 서울성모병원 방면
- 강남대로
- 사평대로
- 반포 래미안 아이파크
- 삼호가든리체상가
- 신세계백화점 강남점
- 서초 푸르지오 써밋
- 반포 써밋

## 이용객 변동
2009년 자료는 개통일인 2009년 7월 24일부터 12월 31일까지인 161일치만이 반영된 것이다.
| 노선  | 노선 | 일평균 인원수 (명/일) | 일평균 인원수 (명/일) | 일평균 인원수 (명/일) | 일평균 인원수 (명/일) | 일평균 인원수 (명/일) | 일평균 인원수 (명/일) | 일평균 인원수 (명/일) | 일평균 인원수 (명/일) | 일평균 인원수 (명/일) | 각주  |
| 노선  | 노선 | 2009년                | 2010년                | 2011년                | 2012년                | 2013년                | 2014년                | 2015년                | 2016년                | 2017년                | 각주  |
| ----- | ---- | --------------------- | --------------------- | --------------------- | --------------------- | --------------------- | --------------------- | --------------------- | --------------------- | --------------------- | ----- |
| 9호선 | 승차 | 1,628                 | 2,080                 | 2,604                 | 2,890                 | 3,047                 | 3,024                 | 2,791                 | 2,762                 | 2,665                 | [ 4 ] |
| 9호선 | 하차 | 1,509                 | 1,881                 | 2,387                 | 2,684                 | 2,856                 | 11,081                | 2,618                 | 2,586                 | 2,503                 | [ 4 ] |

## 인접한 역
| 서울 지하철 9호선        | 서울 지하철 9호선        | 서울 지하철 9호선            |
| ------------------------ | ------------------------ | ---------------------------- |
| 923 고속터미널 개화 방면 | ● 서울 지하철 9호선 일반 | 925 신논현 중앙보훈병원 방면 |